# Ballymoney
Ballymoney (del irlandés: Baile Monaidh) es una pequeña ciudad del Condado de Antrim en Irlanda del norte. Tenía una población de 10.393 habitantes en el censo del 2011. Actualmente está dirigido por el Ayuntamiento del municipio de Ballymoney.
La ciudad es sede del Festival de Teatro de Ballymoney, el festival de teatro más antiguo de Irlanda, fundado en 1933.
Ballymoney se ha expandido en los últimos años y se han construido una gran cantidad de casas. Este es, ante todo, el resultado del desplazamiento de las casas más caras de la zona del "triángulo" de Corelaine-Portstewart-Portrush hacia las de Ballymoney, las cuales son más baratas. Ballymoney está ubicado en la carretera principal entre Coleraine y Ballymena, también está conectada mediante carreteras y tren con las principales ciudades de Irlanda del Norte: Belfast y Derry.
La zona de Ballymoney tiene la mayor esperanza de vida de cualquier otra de Irlanza del Norte, con la esperanza de vida media de 78 años para los varones y 82'6 para las mujeres.

## Política
El ayuntamiento está controlado por el Partido Unionista Democrático (Democratic Unionist Party). El Sinn Féin es el segundo partido más grande y el Partido Unionista del Ulster, el Partido Socialdemócrata y Laborista y un independiente completan el resto del consistorio.

## Historia

### Conflicto norirlandés en Ballymoney
Para más información ver Conflicto de Irlanda del Norte en Ballymoney (en inglés), que incluye una lista de los incidentes en Ballymoney de dos o más víctimas mortales.

## Demografía
Ballymoney es clasificada como una ciudad pequeña por la Agencia NI de Investigación y Estadísticas (NISRA) (con población de entre 4500 y 10 000 habitantes). El censo del día 29 de abril de 2001 había 9021 habitantes en Ballymoney.
- El 22'6% eran menores de 16 años y el 19'8% eran mayores de 60.
- El 47'3% eran hombres y el 52'7% eran mujeres.
- El 17'3% eran católicos y el 79'8%, protestantes.
- El 3'9% de los habitantes de entre 16 y 74 años estaban desempleados.[2]

## Edificios
Ballymoney es una de las ciudades más antiguas de Irlanda y posee muchos edificios históricos en el centro de la ciudad. Algunos de ellos son:
- Una antigua torre de iglesia que data del 1637 es el edificio más antiguo que sobrevive.
- Otra característica notable es el reloj de la ciudad y una mansión masónica, construidos en 1775 por el 6º Conde y 2º Marqués de Antrim. La mansión se usaba como mercado, juzgado, ayuntamiento y escuela.
- El ayuntamiento se erigió en 1866

## Ciudadanos
- Uno de los residentes más famosos de Ballymoney era Joey Dunlop, conocido como "El Rey de la Carretera". Joey Dunlop, (MBE, OBE) con 24 años fue cinco veces Campeón Mundial de Motos, ganó el Gran Premio del Ulster, trece North West 200 y veintiséis TT Isla de Man. Joey murió trágicamente mientras participaba en una carrera en Estonia durante la edición de 2000. Hay una estatua en la ciudad en memoria de Dunlop.
- William McKinley, el 25º presidente de los Estados Unidos, nació en Ohio, descendiente de un granjero de Conagher, cerca de Ballymoney. Estaba orgulloso de su ascendencia y dirigió uno de los Congresos Nacionales gaélico-escocés celebrado a finales del siglo XIX. Su segundo mandato como Presidente fue acortado por la bala de un asesino.
- Thomas McKean (1734–1817), hijo de un emigrante de Ballymoney. Firmante de la Declaración de la Independencia Americana, oficial de la Guerra Revolucionaria, redactor de la Constitución original de Delaware, "presidente" (más tarde llamado gobernador) de Delaware, gobernador de Pensilvania y presidente del Tribunal Supremo de la Corte Suprema de Pensilvania.
- Bridget McKeever, un jugador de hockey sobre hierba del Equipo Femenino Nacional de Irlanda.
- John Pinkerton, político autonomista y miembro del Partido Parlamentario Irlandés.
- Jimmy Young, un exitoso cómico.
- Kenneth McArthur, Medalla de Oro en las Olimpiadas de 1912, maratón masculina.
- William Moore (1864–1944), político unionista y juez.
- Samuel Robinson (1865-1958), emigró a Estados Unidos y llegó a ser multimillonario con la creación de la marca Acme.
- George Shiels (1881-1949), popular dramaturgo de principios del siglo XX.
- George Macartney, 1.er conde Macartney (1737-1806) de Lissanoure. Primer Embajador británico en China en 1772.

## Educación
Centros Educativos:
- Instituto Nuestra Señora de Lourdes
- High School Ballymoney
- Escuela de Primaria Ballymoney
- Escuela Dalriada
- Escuela de Primaria Lislagan
- Escuela de Primaria Garryduff
- Escuela de Primaria Landhead
- Escuela de Primaria St. Brigid

## Deporte
Algunos equipos:
- Ballymoney United F.C.
- Glebe Rangers F.C.
- Setanta's GAC
- Ballymoney Blaze Volleyball Club

## Transporte
La estación de ferrocarril de Ballymoney se abrió el 4 de diciembre de 1855 y se cerró al tráfico de mercancías el 4 de enero de 1965. La renovada estación de ferrocarril se abrió en mayo de 1990. Era una de las terminales de ferrocarril de Ballycastle, una vía estrecha que recorría 17 millas que conectaba Ballycastle con Ballymoney, en el Belfast and Northern Counties Railway (BNCR), después llamado Northern Counties Committee (NCC), línea principal de Derry y cerrada en julio de 1950.

## Industria
- Maine Soft Drinks Ltd.

## Ciudades hermanadas
- Benbrook, Texas
- Vanves, Francia
- Douglas, Isla de Man